# Parlement de Niue
Pour les articles homonymes, voir Fono (homonymie).
18e législature
Bâtiment du Gouvernement
Le Parlement de Niue (aussi dit en niuéen : Fono Ekepule ; en anglais : Parliament of Niue) — ou Assemblée de Niue (en anglais : Niue Assembly) — est l'institution monocamérale exerçant le pouvoir législatif dans l'état insulaire de Niue. C'est également l'assemblée dont sont obligatoirement issus les membres du gouvernement, dont le Premier ministre. Son fonctionnement est régi par constitution du pays.

## Composition
Le Parlement de Niue est composé de 20 députés élus pour  trois ans selon un mode de scrutin mixte. Le pays compte quatorze circonscriptions électorales, élisant chacune un député. Chaque village niuéen correspond à une circonscription, à l'exception de la capitale, Alofi, qui est scindée en deux d'entre elles. Pour ces quatorze sièges, l'élection s'effectue au scrutin uninominal majoritaire à un tour, hérité du modèle britannique. Pour l'attribution des six autres sièges, les électeurs — soit tout résident permanent âgé d'au moins 18 ans — sélectionnent six noms parmi une liste de candidats. Ces sièges sont ainsi attribués via un mode de scrutin plurinominal majoritaire à un tour : les six candidats ayant reçu le plus de voix sont élus.
Il n'existe pas de partis politiques, depuis l'auto-dissolution du Parti du peuple niuéen en 2003. Tous les candidats se présentent donc en indépendant, faisant de Niue une démocratie non partisane. Après l'élection, les députés élisent un président de l'assemblée, qu'ils choisissent en dehors du parlement, et un Premier ministre, qu'ils choisissent parmi les leurs. Le Premier ministre choisit alors au maximum trois députés, qu'il nomme ministres. Les ministres, y compris le premier ministre, conservent leurs sièges de députés,.

## Membres (depuis 2023)
| Nom                      | Circonscription       |
| ------------------------ | --------------------- |
| Crossley Tatui           | Hors-circonscriptions |
| Emani Fakaotimanava-Lui  | Hors-circonscriptions |
| Sinahemana Hekau         | Hors-circonscriptions |
| Billy Talagi             | Hors-circonscriptions |
| O'love Jacobsen          | Hors-circonscriptions |
| Sonya Talagi             | Hors-circonscriptions |
| Tutuli Heka              | Alofi Nord            |
| Dalton Tagelagi          | Alofi Sud             |
| Pita Poimamao Vakanofiti | Avatele               |
| Richie Mautama           | Hakupu                |
| Ian Hipa                 | Hikutavake            |
| Rhonda Tiakia            | Lakepa                |
| Logopati Seumanu         | Liku                  |
| Tofua Puletama           | Makefu                |
| Maureen Melekitama       | Mutalau               |
| Silipea Sione            | Namukulu              |
| Ricky Makani             | Tamakautoga           |
| Dion Taufitu             | Toi                   |
| Mona Ainu'u              | Tuapa                 |
| Talaititama Talaiti      | Vaiea                 |

## Liste des présidents
- 1972-1996 : Sam Pata Emani Tagelagi
- 1996-1999 : John Tofo Funaki
- 1999-2002 : Tama Lati Posimani
- 2002-2011 : Atapana Siakimotu
- 2011-2014 : Ahohiva Levi
- 2014-2020 : Togiavalu Pihigia
- depuis 2020 : Hima Douglas

## Déroulement des débats
Le système parlementaire niuéen est basé sur le système de Westminster.